# Episodi de La casa del guardaboschi (ventitreesima stagione)
La ventitreesima stagione della serie televisiva La casa del guardaboschi è in onda dal 20 gennaio 2012 al 27 aprile 2012 sul canale ZDF.
| nº | Titolo originale        | Titolo italiano | Prima TV Germania | Prima TV in italiano |
| -- | ----------------------- | --------------- | ----------------- | -------------------- |
| 1  | Von Menschen und Mäusen |                 | 20 gennaio 2012   |                      |
| 2  | Seite an Seite          |                 | 27 gennaio 2012   |                      |
| 3  | Irrwege                 |                 | 3 febbraio 2012   |                      |
| 4  | Nächtliche Besucher     |                 | 10 febbraio 2012  |                      |
| 5  | Verspieltes Vertrauen   |                 | 24 febbraio 2012  |                      |
| 6  | Am Abgrund              |                 | 2 marzo 2012      |                      |
| 7  | Eiszeit                 |                 | 9 marzo 2012      |                      |
| 8  | Aus der Bahn geworfen   |                 | 16 marzo 2012     |                      |
| 9  | Gänsealarm              |                 | 23 marzo 2012     |                      |
| 10 | Heilungsprozesse        |                 | 30 marzo 2012     |                      |
| 11 | Molkerei in Gefahr      |                 | 13 aprile 2012    |                      |
| 12 | Schädlinge              |                 | 20 aprile 2012    |                      |
| 13 | Glückspilze             |                 | 27 aprile 2012    |                      |